# Bastevo
Bastevo (macedónul: Баштево) település Észak-Macedóniában, a Északkeleti körzetben, Kriva Palanka községben.

## Népesség
| Lakosok száma | 199  | 232  | 244  | 243  | 94   | 36   | 42   | 13   | 3    |
|               | 1948 | 1953 | 1961 | 1971 | 1981 | 1991 | 1994 | 2002 | 2021 |

- 2002-ben 13 lakosa volt, akik mindannyian macedónok.